# Ligne tectonique Itoigawa-Shizuoka
- Faille d'Itoigawa-Shizuoka (ouest)
- Faille de Shibata-Koide (est)
- Ligne tectonique médiane du Japon
- Dépression Fossa Magna

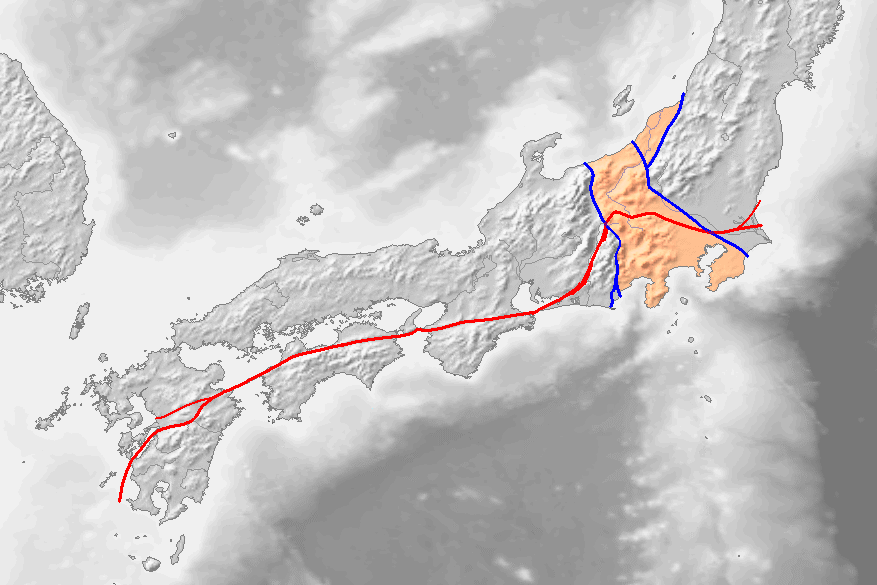
Dépression Fossa Magna

La ligne tectonique Itoigawa-Shizuoka (糸魚川静岡構造線, Itoigawa Shizuoka kōzōsen), aussi appelée plus brièvement ligne Ito Shizu, est une faille tectonique du Japon.

## Géographie
Cette faille traverse, sur 158 km du nord au sud, Honshū, l'île principale de l'archipel japonais. Elle commence à Itoigawa au bord de la mer du Japon, dans la préfecture de Niigata, se développe le long de l'ouest du massif montagneux des Alpes du Nord dans la vallée de Hakuba et traverse la vallée de Hayakawa dans l'est des Alpes du Sud au sud du lac Suwa, dans la préfecture de Nagano. Elle se termine à Shizuoka, capitale de la préfecture de Shizuoka, au bord de l'océan Pacifique.
Elle constitue la limite ouest de la Fossa Magna et coupe la ligne tectonique médiane du Japon au sud-ouest de Chino (préfecture de Nagano) à l'emplacement du complexe Maemiya du sanctuaire Suwa.
Elle est aussi située à la limite des deux plaques tectoniques eurasiatiques et nord-américaine.

## Activité sismique
La plus ancienne manifestation sismique estimée remonterait à 762 (ou 841).
Le 30 juin 2011, un séisme près de Matsumoto, une ville de la préfecture de Nagano située sur la faille, cause la mort d'une personne et blesse 46 autres.